# Rhiannon (imię)
Rhiannon (także Rheannon, Rhianna) – walijskie imię żeńskie.
Pochodzi ono z mitologii celtyckiej, gdzie opisana jest historia bogini o tym imieniu.

## W kulturze masowej
- Imię pojawia się w książce Triad autorstwa Mary Leader. Bohaterka zostaje opętana przez kobietę o tym imieniu.
- Utwór Rhiannon zespołu Fleetwood Mac został zainspirowany zarówno książką Triad, jak i legendą o walijskiej czarownicy[2].